# HMS Chaser (D32)
Авіаносець «Чейсер» (англ. HMS Chaser (D32) — ескортний авіаносець США часів Другої світової війни типу «Боуг» (1 група, тип «Attacker»), переданий ВМС Великої Британії за програмою ленд-лізу.

## Історія створення
Авіаносець «Чейсер» був закладений 28 червня 1941 року на верфі «Ingalls Shipbuilding» під назвою «USS Breton (CVE-10)». Спущений на воду 15 лютого 1943 року. Переданий ВМС Великої Британії, 9 квітня 1943 року вступив у стрій під назвою «Чейсер».

## Історія служби
Після вступу у стрій авіаносець «Чейсер» у 1943 році здійснював перевезення літаків зі США в Англію. У лютому-березні 1944 року супроводжував арктичний конвой JW/RA-57. Під час супроводу конвою 4 березня 1944 року літаки з авіаносця пошкодили німецький підводний човен U-472 (який згодом був потоплений надводними кораблями), а також потопили підводні човни U-366 (05.03.1944) та U-973 (06.03.1944).
У другій половині 1944 року авіаносець пройшов ремонт, після чого на початку 1945 року вирушив на Цейлон, а потім в Австралію, де протягом травня-серпня здійснював перевезення літаків для британського Тихоокеанського флоту.
12 травня 1946 року авіаносець «Чейсер» був повернутий США, де був виключений зі списків флоту і 20 грудня того ж року проданий для переобладнання на торгове судно, яке використовуватись під назвою «Aagtekerk» (у 1967 році перейменоване на «E Yung»).
3 грудня 1972 року корабель був сильно пошкоджений внаслідок пожежі і незабаром був розібраний на метал на Тайвані,